# Marguerite Bernes
Sor Marguerite Claire Bernes (Argel, 30 de septiembre de 1901 - Alejandría, 13 de abril de 1996) fue una monja argelina de las Hijas de la Caridad. Se mudó a Italia en la década de 1930, ocultó a familias judías durante la ocupación alemana nazi y más tarde fue reconocida como Justa entre las Naciones.

## Primeros años
Bernesnació en 1901 en Argel, Argelia, de padres franceses. La familia se mudó a Marsella, Francia, cuando ella tenía 5 años.
Bernes se convirtió en monja católica romana de las Hijas de la Caridad cuando tenía 27 años. En 1933, se trasladó a Italia donde trabajó como asistente de la Superiora de un convento en el barrio de Prati de Roma, situado frente a la Iglesia de San Giaocchino donde dirigía el comedor social.

## Segunda Guerra Mundial
Después de que los nazis ocuparon Roma, Bernes colaboró con el párroco de Prati, el padre Antonio Dressino, para ocultar a refugiados judíos. En septiembre de 1943, Arrigo y Anita Finzi y sus hijos huyeron al convento. Bernes ayudó a esconder a la familia Finzi y a otros refugiados judíos en la cúpula de San Gioacchino y en el campanario de otra iglesia cercana. Durante siete meses, incluso cuando el pan estaba racionado, Bernes proporcionó comida en secreto a los refugiados judíos. También atendió las necesidades personales de las mujeres.
Un informante dijo a los alemanes que en el convento se estaban refugiando judíos y la Gestapo irrumpió y arrestó a varias de las personas que estaban escondidas. Los niños Finzi escaparon y Bernes encontró un escondite para ellos en otro convento.

## Vida después de la guerra
Bernes se trasladó a Jerusalén en 1953, donde fue Madre Superiora del hospicio San Vicente de Paúl para niños discapacitados en Ein Karem. En 1988 fue reconocida como Ciudadana Distinguida de Jerusalén. La familia Finzi también visitó a Bernes mientras vivía en Jerusalén.
El 15 de agosto de 1974, Bernes fue reconocida por el centro conmemorativo del Holocausto israelí Yad Vashem como Justa entre las Naciones. Ella dijo de este honor que "simplemente cumplimos con nuestro deber".
Murió en 1996 en Alejandría, Egipto.